# Karl Friedrich Stellbrink
Karl Friedrich Stellbrink (ur. 28 października 1894 w Münster; zm. 10 listopada 1943 w Hamburgu) – niemiecki duchowny luterański, ofiara nazizmu. Jeden z męczenników z Lubeki.

## Życiorys
Karl Friedrich Stellbrink urodził się 28 października 1894 roku. Był ewangelickim pastorem. W czasie II wojny światowej został aresztowany 10 listopada 1943 roku i ścięty na gilotynie. Miał wówczas 49 lat.